# مشخصه (جبر)
مشخصه (به انگلیسی: characteristic) یک حلقه R در ریاضیات، که با char(R) نشان داده می‌شود، به صورت «کوچکترین تعداد دفعاتی که باید همانی ضربی حلقه (۱) را باید در یک مجموع استفاده کرد تا به همانی جمع (۰) برسیم»، تعریف می‌گردد. اگر این جمع هیچ‌وقت به همانی جمع نرسد، گفته می‌شود که حلقه «مشخصه صفر» دارد.
به عبارت دیگر، char(R) کوچکترین عدد مثبت البته بعضی اوقات  n است که:
{\displaystyle \underbrace {1+\cdots +1} _{n{\text{ summands}}}=0}
اگر چنین عدد n ای وجود داشته باشد و در غیر این‌صورت صفر است.
انگیزه ما از تعریف خاص «مشخصه صفر» سازگاری با تعاریف معادل داده شده در مشخصه‌های هم‌ارز دیگر است که در آن‌ها نیازی نیست که مشخصه صفر را به صورت مجزا درنظر بگیریم.
می‌توان مشخصه را نمای گروه جمعی حلقه دانست، یعنی کوچکترین عدد صحیح مثبت n که:
{\displaystyle \underbrace {a+\cdots +a} _{n{\text{ summands}}}=0}
برای هر عنصر a از حلقه (دوباره، اگر n موجود باشد؛ و در غیر اینصورت صفر). بعضی نویسندگان عنصر همانی ضربی را در نیازمندی یک حلقه شامل نمی‌کنند، و تعریف ما برای این قراردادها مناسب است؛ در غی چرت خالص احمقا ر اینصورت دو تعریف، به دلیل قانون پخش‌پذیری در حلقه‌ها معادل‌اند.
از آنجا که میدان نیز حالت خاصی از حلقه است، تعریف اخیر برای «مشخصه میدان» هم به کار می‌رود.

### کتابشناسی
- Fraleigh, John B.; Brand, Neal E. (2020). A First Course in Abstract Algebra (8th ed.). Pearson Education.